# Vesna

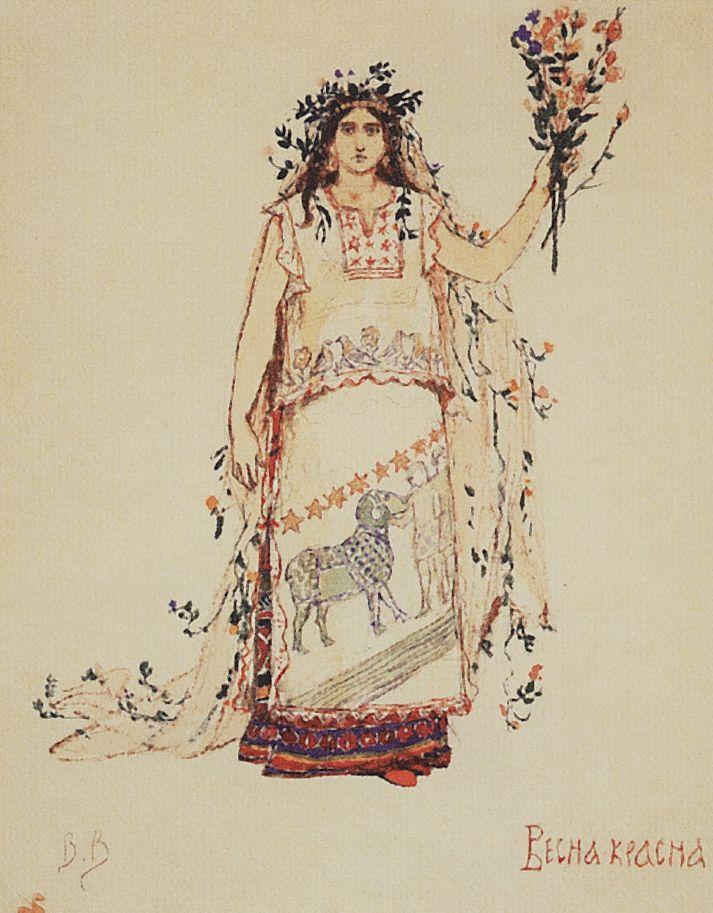
Vesna in un'illustrazione di Viktor Vasnecov del 1885

La vesna (pl. vesne) è un personaggio mitologico femminile associato alla giovinezza e alla primavera nell'antica mitologia slava, in Croazia, Serbia e Slovenia. Insieme al suo compagno Vesnik, veniva associata ai rituali svolti nelle aree rurali nel corso della primavera. Nel XIX secolo, i contadini russi celebravano il ritorno della primavera il 1º marzo andando nei campi e portando su un perno una scultura in argilla di una allodola decorata con fiori. Cantavano canzoni in cui si chiamava la stagione primavera col nome di vesna. Ancora oggi vesna è la parola poetica che sta per "primavera" in lingua slovena e lingua russa.
Nella mitologia slovena, le bellissime donne chiamate vesne vivevano in palazzi in cima a montagne nei quali discutevano il destino dei raccolti e degli abitanti umani. Un circolo magico attorno ai loro palazzi impediva loro di lasciare la cima della montagna, tranne che nel mese di febbraio, quando potevano scendere su carri di legno nella valle sottostante. Alcune persone soltanto erano in grado di sentire i loro canti. Le persone che riuscivano a introdursi furtivamente nei loro palazzi sulle montagne potevano sì conoscere il loro destino, ma rischiavano una spiacevole fine se venivano catturati dalle vesne.
L'immagine di una vesna è stata raffigurata su un francobollo sloveno nel 2005.